# Telki
Telki est un village et une commune du comitat de Pest, en Hongrie.